# Mistrovství světa v letech na lyžích 2000
Mistrovství světa v skocích na lyžích se v roce 2000 konalo 14. února v norském Vikersundu na tamním mamutím můstku Vikersundbakken.

## Výsledky
| *                | Sportovec          | Skok | Body | Celkem |
| ---------------- | ------------------ | ---- | ---- | ------ |
| Zlatá medaile    | Sven Hannawald     |      |      | 536,8  |
| Stříbrná medaile | Andreas Widhölzl   |      |      | 522,6  |
| Bronzová medaile | Janne Ahonen       |      |      | 484,1  |
| 4                | Tommy Ingebrigtsen |      |      | 479,6  |
| 5                | Noriaki Kasai      |      |      | 466,4  |
| 6                | Martin Schmitt     |      |      | 462,1  |
| 7                | Kazujoši Funaki    |      |      | 453,5  |
| 8                | Andreas Goldberger |      |      | 450,1  |
| 9                | Lasse Otessen      |      |      | 447    |
| 10               | Hideharu Mijahira  |      |      | 453,6  |
| 11               | Risto Jussilainen  |      |      | 431,8  |
| 12               | Christof Duffner   |      |      | 428,7  |
| 13               | Nicolas Dessum     |      |      | 426,2  |
| 14               | Roberto Cecon      |      |      | 422,2  |
| 15               | Jani Soininen      |      |      | 407,7  |
| *                | /                  | /    | /    | /      |
| 26               | Jakub Hlava        |      |      | 368,7  |
| 31               | Jakub Janda        |      |      | 101,4  |
| 32               | Michal Doležal     |      |      | 98,5   |
| 33               | Jakub Jiroutek     |      |      | 98,4   |